# Barbarići Kravarski
Barbarići Kravarski es una localidad de Croacia en el municipio de Kravarsko, condado de Zagreb.

## Geografía
Se encuentra a una altitud de 155 m s. n. m. a 32,3 km de la capital nacional, Zagreb.

## Demografía
En el censo 2011, el total de población de la localidad fue de 201 habitantes.
Según estimación 2013 contaba con una población de 205 habitantes.